# أوتويلير
أوتويلير (بالفرنسية: Ottwiller) هي بلدية فرنسية تقع في إقليم الراين الأسفل من منطقة ألزاس في شمال شرق فرنسا. تبلغ مساحة هذه المدينة 5.09 (كم²)، يبلغ عدد سكانها 221 نسمة حسب إحصاء المعهد الوطني للإحصاء والدراسات الاقتصادية سنة 2009 م. وترأس Christine Burr البلدية خلال فترة (2020 - 2014).

## وصلات خارجية
- صفحة البلدية على موقع المعهد الوطني للإحصاء والدراسات الاقتصادية (بالفرنسية)